# Axel Lesser

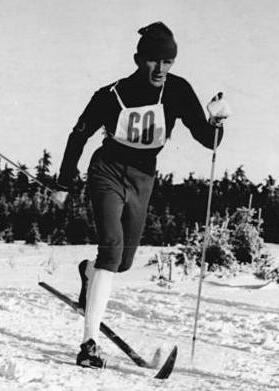
Axel Lesser bei den XX. DDR-Skimeisterschaften in Oberhof, 1968

Axel Lesser (* 18. April 1946 in Brotterode) ist ein ehemaliger deutscher Skilangläufer.
Axel Lesser nahm an drei Olympischen Winterspielen teil, trainiert wurde er dabei von  Horst Wagner. 1968 erreichte er in Grenoble über 30 Kilometer den 36. Platz, über 15 Kilometer kam er nicht ins Ziel und mit der Staffel belegte er Platz sieben. Vier Jahre später in Sapporo wurde Lesser über 15 Kilometer Sechster, über 30 Kilometer Zwölfter und Sechster mit der Staffel der DDR. Bei den Winterspielen 1976 in Innsbruck konnte er 17. über 30 Kilometer werden. Im Staffelrennen gehörte die DDR in der Besetzung Gerd Heßler, Lesser, Gerhard Grimmer und Gert-Dietmar Klause neben den Teams aus Finnland, Norwegen, Schweden und der Sowjetunion zu den Favoriten. Zum Wechsel von Heßler auf Lesser lag die DDR an zweiter Stelle hinter den Schweden, nach 1,5 Kilometer übernahm Lesser die Führung. In einer Abfahrt kollidierte er jedoch mit einer unbekannten Frau und verletzte sich, weshalb die DDR-Staffel das Rennen aufgeben musste. Wie Lesser 30 Jahre später berichtete, vermutete er hinter der Frau eine sowjetische Betreuerin, die ihrer eigenen Staffel bei Schuhproblemen zu Hilfe eilen wollte und versehentlich mit ihm zusammenstieß. Aussagen des Schweden Christer Johansson und des Finnen Juha Mieto sowie des schwedischen Mannschaftsleiters Lars Öster stützen Lessers Aussagen. Wegen der politischen Gegebenheiten in der DDR konnte Lesser vor der politischen Wende seine Vermutungen jedoch nie öffentlich äußern. Die Sowjetunion gewann schließlich hinter Finnland und Norwegen die Bronzemedaille.
Schon zu Beginn der 1970er Jahre konnte die DDR im Staffelwettbewerb in die Weltspitze vordringen, bei den Weltmeisterschaften 1970 in der Hohen Tatra konnte die Staffel der DDR in der Besetzung Heßler, Lesser, Grimmer und Klause hinter der Staffel aus der UdSSR überraschend Silber gewinnen. Bei den Nordischen Skiweltmeisterschaften 1974 in Falun konnte die DDR-Staffel gewinnen, Lesser musste beim Gewinn der Goldmedaille allerdings verletzt zuschauen, seinen Platz nahm Dieter Meinel ein.
In seiner aktiven Zeit startete Lesser für den ASK Vorwärts Oberhof. Nach dem Unfall beim olympischen Staffelwettbewerb musste er seine Karriere wegen chronischer Knieprobleme beenden. Heute lebt er in seinem Geburtsort Brotterode. Sein Enkel Erik Lesser war Biathlet.